# Efekt brzasku
Efekt brzasku — wzrost glikemii nad ranem, spowodowany uwolnieniem dodatkowej porcji glukozy z wątroby na skutek działania od godziny 3.00 nad ranem hormonów antagonistycznych z jednoczesną zmniejszoną sekrecją insuliny endogennej lub niedostatecznym działaniem podanej insuliny egzogennej.
Jest wskazaniem do stosowania terapii pompą insulinową lub zwiększeniem wlewu w przypadku jej stosowania.